# BBC Learning English
BBC Learning English — en français : « Apprendre l'anglais avec la BBC » — est un département du BBC World Service, consacré à l'enseignement de la langue anglaise.
Ce service met à la disposition des enseignants et des étudiants des ressources libres et diverses activités et exercices, par l'intermédiaire de son site Web. Il produit également des émissions de radio et de courts programmes vidéo, diffusés sur l'une ou l'autre des versions linguistiques du BBC World Service ou des stations ayant conclu un partenariat avec la BBC.
Créé en 1943, sous le nom initial de « English by Radio » — « L'anglais par la radio » — BBC Learning English a été récompensé par diverses distinctions, parmi lesquelles, pour l'année 2007, le « ESU President’s Award » — Prix du président de l'English-speaking Union (ESU) —, récompensant le programme « The Teacher » — « L'Enseignant » —, le jury ayant estimé que le site avait « innové par son recours à la technique du téléchargement comme outil d'enseignement ».
On trouve sur le site Web des programmes pour les débutants, pour les étudiants de niveau intermédiaire et pour ceux de niveau avancé, s'adressant aussi bien aux enfants et adolescents qu'aux adultes. La plus grande partie des programmes diffusés — au format .ram, puis aux formats .mp3 et .mp4 —
sont accompagnés d'une transcription au format .html et, le plus souvent, également disponible en version téléchargeable au format .pdf. On trouve également des quiz et divers jeux éducatifs, dont des mots croisés, et l'ensemble des programmes est orienté dans une optique d'accroissement simultané de la culture générale, avec une large ouverture sur les événements d'actualité et les faits de société.

## Émissions télévisées
- 1962 : Walter and Connie (série télévisée)